# Głos Robotniczy
Głos Robotniczy – dziennik wydawany w Łodzi od czerwca 1945 do stycznia 1990 roku. Organ PPR (do grudnia 1948), następnie PZPR. 
Swym zasięgiem obejmował województwo łódzkie, a po zmianie podziału administracyjnego 1 czerwca 1975 roku – miejskie łódzkie, piotrkowskie, płockie, sieradzkie i skierniewickie. Po podziale administracyjnym – wychodził z nadtytułem: „Dziennik Polskiej Zjednoczonej Partii Robotniczej”. 
Redakcja mieściła się w Łodzi przy ul. Piotrkowskiej 96. Wydawcą było Łódzkie Wydawnictwo Prasowe, a druk odbywał się w Prasowych Zakładach Graficznych. Dystrybucja odbywała się przede wszystkim przez sieć kiosków RSW Prasa-Książka-Ruch. 
Redaktorem naczelnym pisma byli m.in.: Edward Uzdański (1945–1949), Sergiusz Kłaczkow (1966–1974), a od 26 stycznia 1981 r. Lucjusz Włodkowski. Jego zastępcami byli Henryk Pawlak i Stefan Kotlarek. Głos Robotniczy nie podawał w stopce składu redakcji.
Przez wiele lat jedna z najpoczytniejszych gazet Polski centralnej. Po rozwiązaniu PZPR „GR” zastąpiony został przez wydawany w tym samym składzie „Głos Poranny”.
Na początku 2004 roku w mediach pojawiły się wzmianki o planach wydawania w Łodzi lewicowego dziennika pod nazwą „Nowy Głos Robotniczy”. O dalszych losach projektu brak informacji.